# Опасная роль Джин Сиберг
«Опасная роль Джин Сиберг» (англ. Seberg) — американо-британский политический триллер режиссёра Бенедикта Эндрюса по сценарию Джо Шрапнеля и Анны Уотерхаус.
Мировая премьера фильма состоялась 30 августа 2019 года в рамках Венецианского кинофестиваля.

## Сюжет
Джин Сиберг — известная американская актриса, сыгравшая главную женскую роль в фильме Жана-Люка Годара «На последнем дыхании». Она находится в открытом браке со своим мужем Роменом Гари, с которым воспитывает ребёнка в Париже. Сиберг готовится уехать в поездку в Голливуд, чтобы продвинуть там свою карьеру, и трогательно прощается с мужем. Во время полёта в первом классе она становится свидетелем дискриминации чёрного пассажира белой стюардессой; она сочувствует пассажиру, который представляется Хакимом Джамалом, активистом движения за гражданские права.
По прибытии в США Сиберг замечает, что чёрные активисты в аэропорту начинают небольшую акцию протеста, чтобы показать своё недовольство тем, как обращались с Джамалом и его спутниками во время полёта. Сиберг присоединяется к протестующим и поднимает вверх кулак в знак солидарности. Она не знает, что агенты ФБР под прикрытием находятся в аэропорту и фотографирует её с активистами. Затем фотография анализируется, и ФБР решает, что они будут следить за деятельностью Сиберг, пока она находится в США, и организуют запись её телефонных разговоров.
Дружба Сиберг с Джамалом вскоре перерастает в роман, хотя Джамал тоже женат. Программа ФБР COINTELPRO занимается слежкой за Сиберг, в том числе записывает, как она и Джамал занимаются сексом. Затем эти фотографии показывают жене Джамала Дороти, которая нападает на Сиберг. Джамал расстаётся с Сиберг после того, как Дороти ссорится с ним, оставляя Сиберг опустошённой.
ФБР продолжает следить за Сиберг и преследовать её в течение многих лет. Проплаченная ФБР пресса разрушает её карьеру. В 1970 году дочь Сиберг умирает в младенчестве, и агенты COINTELPRO распространяют слух, что отцом ребёнка был член партии Чёрных пантер. Сочетание смерти дочери и клеветнической кампании ФБР об отцовстве ребёнка приводят к глубокой депрессии. Наконец, в 1979 году карьера и личная жизнь находятся в беспорядке, и Сиберг совершает самоубийство.

## Актёрский состав
- Кристен Стюарт — Джин Сиберг
- Джек О’Коннелл — Джек Соломон
- Энтони Маки — Хаким Джамал
- Маргарет Куэлли — Линетт
- Колм Мини — Фрэнк Эллрой
- Зази Битц — Дороти Джамал
- Винс Вон — Карл Ковальски
- Иван Атталь — Ромен Гари
- Стивен Рут — Уолт Брекман
- Корнелиус Смит-младший — Рэй Робертсон
- Джейд Петтиджон — Дженни Ковальски
- Сер’Дариус Блейн — Луи Льюис
- Джеймс Джордан — Рой Мэддоу

## Производство
В марте 2018 года было объявлено, что Кристен Стюарт, Джек О’Коннелл, Энтони Макки, Маргарет Куэлли и Колм Мини присоединились к актёрскому составу фильма. Бенедикт Эндрюс будет режиссёром фильма по сценарию Джо Шрапнель и Анны Уотерхаус.

### Съёмки
Основные съёмки начались в июне 2018 года в Лос-Анджелесе, и завершились 2 августа 2018 года.

## Релиз
Мировая премьера фильма состоялась 30 августа 2019 года в рамках Венецианского кинофестиваля. В США фильм вышел 13 декабря 2019 года. В России фильм вышел 27 февраля 2020 года. В феврале 2019 года «Amazon Studios» приобрела права на распространение фильма.

## Принятие
Фильм получил смешанные отзывы критиков. На интернет-агрегаторе Rotten Tomatoes он имеет рейтинг 39% на основе 77 рецензий. Metacritic дал фильму 55 баллов из 100 возможных на основе 21 рецензии, что соответствует статусу «смешанные или средние отзывы».